# Aarhus Amtstidende
Aarhus Amtstidende var en dansk avis, der blev udgivet i Aarhus.
Avisen blev grundlagt 1. oktober 1866 af politikeren Lars Bjørnbak (Bjørnbakske Venstre). Avisens målgruppe var bønderne på landet, og initiativet kan betragtes som en del af den landsdækkende politiske og sociale mobilisering af bondebevægelsen med fremkomsten af en venstrepresse, der stod i opposition til tidens konservative dominans. Avisens initiativtagere var købmanden J.C.N. Wistoft og højskolemanden Lars Bjørnbak, som forgæves havde forsøgt at få optaget kritiske indlæg om grundlovsrevisionen af 1866 i den konservative Århus Stiftstidende. Problemerne med at komme til orde var dermed reelt, og den nye avis blev et forsøg på at skabe sig en egen platform. Avisen, der var kendt for sin polemiske linje, sin pacifisme, sin anti-grundtvigianisme (der var usædvanlig) og var karakteriseret ved at fokusere på den menige mands sag, opnåede stor indflydelse i landbokredse.
I begyndelsen udkom det blot hver 14. dag, men det overgik senere til at være et dagblad. I 1884 overgik avisen fra privateje til aktieselskab. Lars Bjørnbaks søn, Viggo Bjørnbak, overtog redaktørstolen og fortsatte den konfrontatoriske linje indtil sin død i 1892. I 1897 fik bladet Kristian Hansen som ansvarshavende redaktør, og det var under ham, at bladet oplevede sine måske mest succesrige år. Han søgte således indtil sin død i 1922 at forvandle bladet fra en landboavis til en mere moderne og alsidig avis. 
I 1920'erne vendte redaktionen tilbage til den oprindelige linje, hvilket medførte et fald i oplaget. Med tiden måtte avisen sande, at konkurrencen fra den landsdækkende Jyllandsposten og den lokale Århus Stiftstidende var uoverkommelig. I de sidste år var avisen en aflægger af Grenaa Folketidende. Avisen gik ind i 1965.

## Ekstern henvisning
- Digitaliserede udgaver af Aarhus Amtstidende i Mediestream
- Læs om Aarhus Amtstidende i opslagsværket "De Danske Aviser"